# 502. padalski pehotni polk (ZDA)
502. padalski pehotni polk je padalska enota Kopenske vojske Združenih držav Amerike.

## Zgodovina
Polk je bil ustanovljen 2. marca 1942. Avgusta istega leta je bil dodeljen 101. zračnoprevozni diviziji in premeščen v Fort Bragg. Med vojno je polk sodeloval v operaciji Overlord in Market Garden.